# Hylé (Béotie)
Pour les articles homonymes, voir Hylé (homonymie).
Hylé est une ville antique grecque de Béotie, déjà mentionnée dans l'Iliade, bâtie sur les bords du lac autrefois appelé lac Céphise. 